# Zeamordella
Zeamordella là một chi bọ cánh cứng trong họ Mordellidae. Chi này được Broun miêu tả khoa học lần đầu tiên năm 1886.

## Các loài
Chi này gồm các loài:
- Zeamordella caprai Franciscolo, 1993
- Zeamordella monacha Broun, 1886